# Alabaster (manga)
Pour les articles homonymes, voir Alabaster.
Alabaster (アラバスター, Arabasutâ) est un shōnen manga créé par Osamu Tezuka, prépublié dans le magazine Weekly Shōnen Champion entre décembre 1970 et octobre 1971 puis publié en trois tankōbon par Akita Shoten. La version française a été éditée en un volume par FLBLB en janvier 2012.

## Synopsis
Victime d'un lynchage, James Black, un athlète afro-américain, tue accidentellement un homme et se retrouve en prison. Dominé par un sentiment d'injustice, il devient Alabaster, le vengeur de l'humanité tout entière.

## Publication
Le manga fut réédité plusieurs fois, notamment par Kōdansha dans la collection des Œuvres complètes de Tezuka en deux volumes reliés entre mars 1981 et juin 1981 puis au format bunko en un volume en octobre 2010

### Liste des volumes
| no | Japonais       | Japonais          | Français       | Français          |
| no | Date de sortie | ISBN              | Date de sortie | ISBN              |
| --- | -------------- | ----------------- | -------------- | ----------------- |
| 1 | 8 octobre 2010 | 978-4-06-373788-2 | 5 janvier 2012 | 978-2-35761-035-4 |
| Liste des chapitres : 1. Lever de rideau 2. Amy et son secret 3. Gen le petit vaurien 4. Le château de l'étrange visage 5. L'envoyé du FBI 6. La tête de Pierrot 7. Frère et sœur 8. Pérégrinations assassines 9. Dans la forteresse du lac 10. Opération évasion |                |                   |                |                   |

### Édition japonaise
Kōdansha (Bunko)
1. 1 2  (ja) « Tome 1 »

### Édition française
FLBLB
1. 1 2  (fr) « Tome 1 »

## Documentation
- Pierre-Gilles Pélissier, « Alabaster : De la transparence aux racines du mal », Bananas, no 9,‎ février 2017, p. 35-40 (ISBN 9791095547013, ISSN 1261-9507).